# Woldemar Müller
Woldemar Müller (* 13. Januar 1860 in Rosenthal bei Zwickau; † 23. August 1928 in Wachwitz) war ein deutscher Zeichner.
Müller verlebte seine Jugend in Schwarzenberg/Erzgeb. und studierte von 1880 bis 1884 an der Kunstgewerbeschule Dresden. Danach lebte er zwei Jahre in Berlin. Ab 1886 war er als Professor an der Kunstgewerbeschule Dresden im Fach Zeichnen tätig. Zu seinen Schülern gehörte hier auch der später als Bibliothekar bekannt gewordene Walter Hofmann.
Im Jahr 1897 trat er dem Verein für Sächsische Volkskunde bei, er gab ab 1905 den "Kalender für das Erzgebirge und das Vogtland" heraus und unterstützte Oskar Seyfferts (1862–1940) Bestreben zur Verbreitung volkskundlicher Themen. Überregional bekannt machten ihn die von ihm gezeichneten zahlreichen Ansichten sächsischer Orte und Landschaften, die in der Hauptsache in den Kalendern für das Erzgebirge und Vogtland abgedruckt sind, die er jährlich herausgab. Müller starb wenige Wochen vor dem Erscheinen des 25. Jahrganges für das Jahr 1929. Er schuf u. a. auch die Illustrationen für die Kursächsischen Streifzüge von Otto Eduard Schmidt und arbeitete eng mit dem Maler Professor Paul Preißler zusammen.
Er wohnte ab 1912 in Wachwitz, Josef-Herrmann-Straße 7.